# Équipe de Jamaïque de rugby à XV
L'équipe de Jamaïque de rugby à XV rassemble les meilleurs joueurs de rugby à XV de Jamaïque. Elle ne s'est pas encore qualifiée pour disputer une Coupe du monde mais elle a participé aux tournois qualificatifs.

## Histoire
La Jamaïque fait ses débuts internationaux en 1975 contre l'équipe des Bermudes et perdent la rencontre 16-10. Ils disputent deux autres rencontres internationales dans les années 1970, perdant contre les Bermudes en 1976, et une nouvelle fois en 1977.
La Jamaïque commence à jouer davantage au rugby au milieu des années 1990, et ils remportent leur premier match en 1998 sur le score de 22 à 5 contre les Bahamas.
La Jamaïque tente pour la première fois de se qualifier pour la Coupe du monde de rugby à XV 2003 en Australie, ils participent au tournoi des Amériques qualificatif dans la poule Nord du premier tour. Ils sont éliminés par le Trinité-et-Tobago.
En 2005 la Jamaïque prend part au tournoi des Amériques qualificatif pour la Coupe du monde de rugby à XV 2007 en France. Ils réalisent un match nul 10-10 contre les Bermudes, ils perdent leur match suivant contre les Îles Caïmans 8-18 et ils l'emportent contre les Bahamas 5-3, ils finissent troisièmes et stoppent là leur parcours.
L'équipe de la Jamaique est classée à la 83e place au classement IRB du 19/12/2011

## Palmarès
- Coupe du monde
  - 1987 : pas invité
  - 1991 : pas concouru
  - 1995 : pas concouru
  - 1999 : pas concouru
  - 2003 : pas qualifié
  - 2007 : pas qualifié